# Burning the Candle
Burning the Candle è un film muto del 1917 scritto e diretto da Harry Beaumont, prodotto dalla Essanay di Chicago.

## Produzione
Il film fu prodotto dalla Essanay Film Manufacturing Company. Venne girato in Louisiana, nella Gulf Coast, nei pressi di New Orleans.

## Distribuzione
Distribuito dalla K-E-S-E Service, il film uscì nelle sale cinematografiche statunitensi il 5 marzo 1917.